# Уррака Кастильська
Урра́ка Касти́льська (ісп. Urraca de Castilla, порт. Urraca de Castela; 1186 — 3 листопада 1220) — кастильська інфанта, королева Португалії (1211—1220). Представниця кастильської Бургундської династії. Донька кастильського короля Альфонсо VIII та англійської принцеси Елеонори.  Дружина португальського короля Афонсу ІІ (з 1208). Матір португальських королів Саншу ІІ і Афонсу ІІІ. Померла в Коїмбрі, Португалія. Похована у Алкобаському монастирі.

## Біографія
Уррака народилася близько 1186 року в Кастильському королівстві, у родині короля Кастилії Альфонсо VIII та англійської принцеси Елеанори, доньки англійського короля Генріха II. Вона була другою дитиною подружжя.
Вперше ім'я Урраки згадується у дарчій грамоті Альфонсо VIII від 28 травня 1187 року до Уельгаському монастирю святої Марії в Бургосі.
За легендою, Уррака мала стати нареченою французького короля Людовика VIII, але Алієнор Аквітанській не сподобалося ім'я дівчини (Уррака іспанською — «сорока») й вона обрала її сестру Бланку.
1208 року Уррака вийшла заміж за 21-річного португальського інфанта і спадкоємця престолу Афонсу ІІ. 1211 року він став третім королем Португалії, а вона — португальською королевою-консортом. Афонсу ІІ дарував дружині дохід від земель Торреш-Ведраша, Обідуша та Лафойнша. У шлюбі Уррака народила п'ятьох дітей, з яких один не досягнув повноліття.
1214 року Уррака видала заповіт, за яким передавала свою власність чоловікові та церкві.
3 листопада 1220 року Уррака померла в Коїмбрі, Португалія, у молодому віці. Її поховали у Алкобаському монастирі.

## Сім'я
- Батько: Альфонсо VIII (1155—1214), кастильський король
- Матір: Елеонора Плантагенет — донька англійського короля Генріха II та його дружини Алієнор I (герцогині Аквітанії).
- Сестри:
  - Беренгарія (1180—1246) — королева Кастилії, королева-консорт Леону та Галісії.
  - Бланка (1188—1252) — королева-консорт Франції.
  - Елеонора (1190—1244) — королева-консорт Арагону.
- Брат: Енріке І (1204—1217) — кастильський король.
- Чоловік: Афонсу ІІ (1207—1223) — король Португалії.
- Діти:
  - Саншу II (1209—1248) — король Португалії (1223—1248).
  - Афонсу III (1210—1279) — булонський граф (1235—1248), король Португалії (1248—1279).
  - Леонор (1211—1231) — португальська інфанта , дружина Вальдемара, данський король.
  - Фернанду (1217—1246) — сеньор Серпи.
  - Вісенте (1219) — португальський інфант, помер у дитинстві.